# Gobioides africanus
Gobioides africanus és una espècie de peix de la família dels gòbids i de l'ordre dels perciformes.

## Morfologia
- Els mascles poden assolir 12,9 cm de longitud total.
- Nombre de vèrtebres: 26.[5][6]

## Hàbitat
És un peix de clima tropical i demersal.

## Distribució geogràfica
Es troba a l'Atlàntic oriental: des del Senegal fins al golf de Guinea (incloent-hi les illes) i la República Democràtica del Congo.

## Observacions
És inofensiu per als humans.